# Abtei Notre-Dame du Tronchet
Die Abtei Notre-Dame du Tronchet war eine Benediktinerabtei in Le Tronchet (Ille-et-Vilaine).

## Geschichte
Bereits Ende des 11. Jahrhunderts befand sich im Wald von Le Tronchet die Eremitage eines Gaultier, um den sich eine mönchische Gemeinschaft scharte. 1140 wurde eine Kirche gebaut, 1150 ein Konvent, der 1170 zur Abtei erhoben wurde, die der Abtei Sainte-Trinité de Tiron in Thiron-Gardais unterstand. Diese Abhängigkeit wurde 1258 aufgehoben, was in der Folgezeit aber ignoriert wurde.
1259 wurde ein Gebetsbund mit der Abtei Notre-Dame-en-Sainte-Melaine (Rennes) geschlossen, 1274 einer mit der Abtei Saint-Jacut. 1278 erhielt die Abtei vom englischen König Eduard III. die Erlaubnis, einen Markt abzuhalten.
Ein Nachfolgestreit um das Amt des Abtes ab 1496 wurde von Papst Alexander VI. dazu genutzt, die Abtei ab 1499 durch Kommendataräbte führen zu lassen, was zum Niedergang der Gemeinschaft führte, da das Kloster nunmehr lediglich der Versorgung des nicht residenten Abtes diente. Während der Revolution wurde die Abtei dann aufgelöst, geplündert und als Nationalgut verkauft.

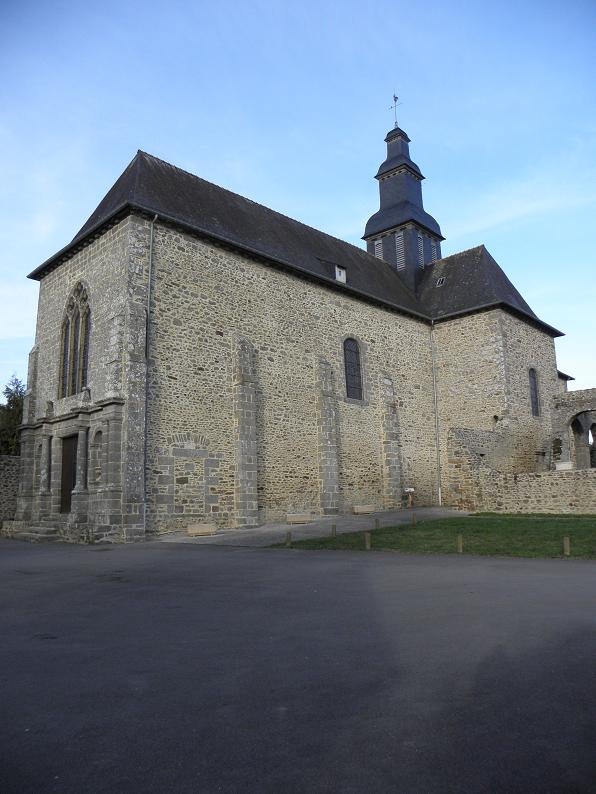
Klosterkirche
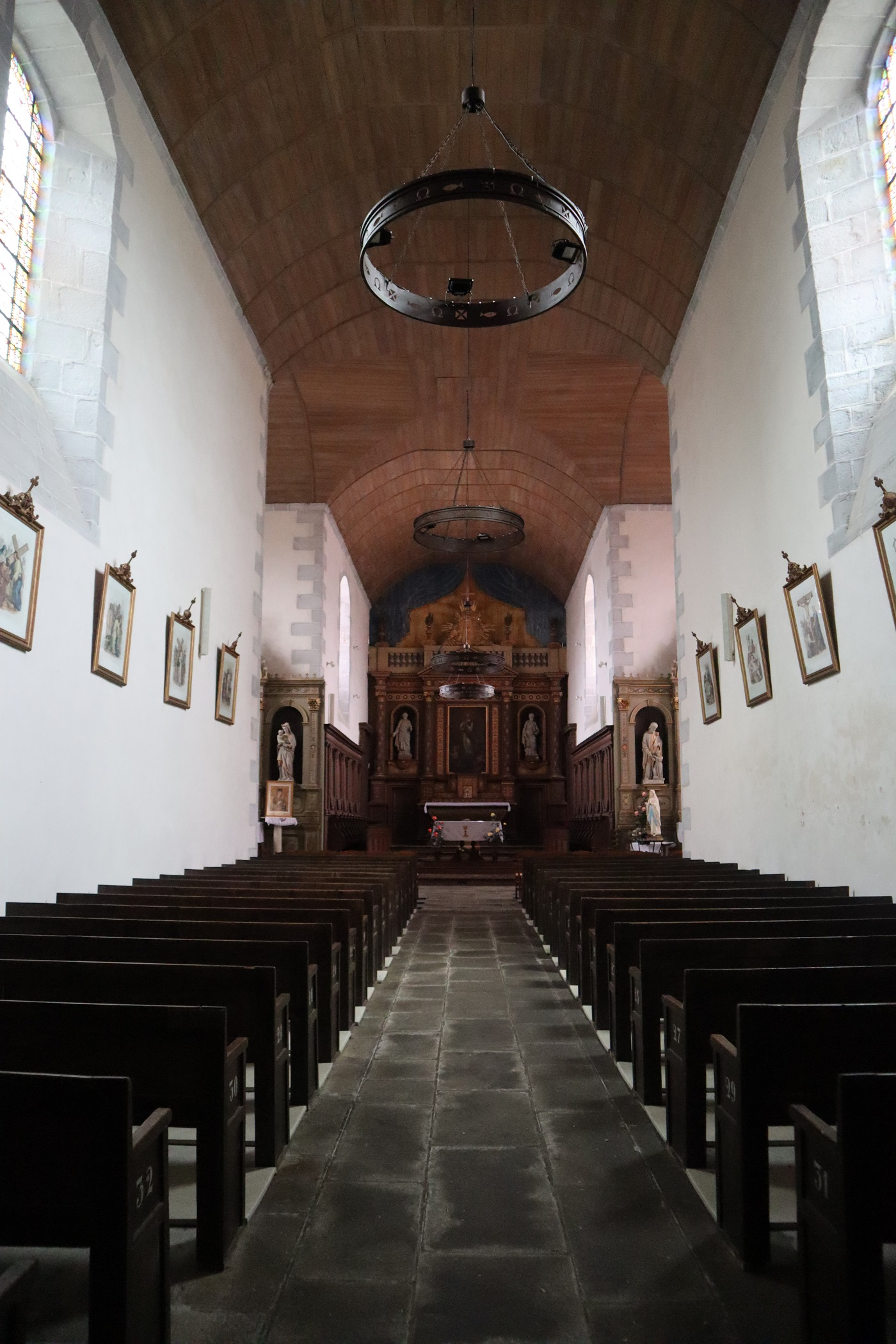
Innenansicht
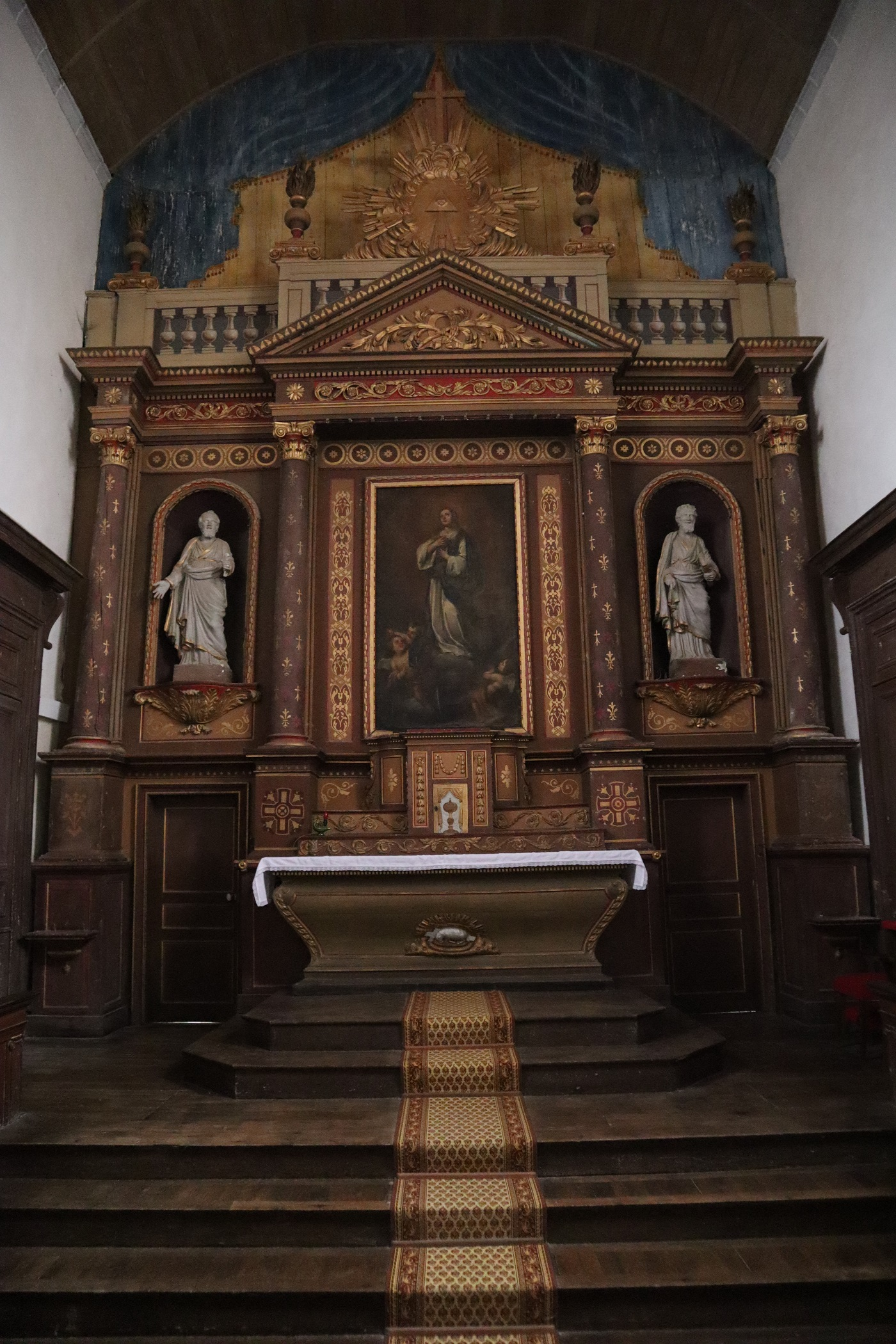
Hauptaltar

## Liste der Äbte

### Reguläre Äbte
- 1130     : Gaultier, magister fratum de Trucheto
- 1135–1169: Raoul, erster Abt von Le Tronchet
- 1171–…   : Barthélémy
- 1177–1190: Guillaume I.
- 1207–1227: Gaultier II.
- 1228–1246: Jean I.
- …–1258   : Nicolas
- 1259–1272: Martin
- 1273–1281: Pierre I. Mahé
- 1282–1297: Thomas
- 1301–1309: Josse
- 1310–1341: Mathieu
- 1343–1354: Guillaume II. Pépin
- 1354–1367: Guillaume III. Hutier
- 1369–1374: Guillaume IV. Galiot
- 1374–…   : Jean II. Belin
- 1378–1383: Robert Pépin
- 1399–1402: Raoul II. Tournevache (von den Mönchen gewählt)
- 1399–1400: Guillaume le Roux (vom Abt von Tiron eingesetzt)
- …–1420   : Jean III.
- 1420–1422: Thibaud de Baulon
- 1422–1436: Alain Costard
- 1436–1474: Gilles Raguenel
- 1474–1478: Alain II.
- 1478–1484: François I. de Beauchesne
- 1485–1496: Guillaume V. de Chastelier
- 1496–1499: Hugues le Malezier (vom Abt von Tiron gegen den Widerstand der Mönche eingesetzt, wird wieder abgesetzt)

### Kommendataräbte
- 1499–1508: Raphael Galeotto oder Raphael Riario, Kardinal
- 1508–1533: Tristan de Vendel, Apostolischer Protonotar
- 1534–1556: François II. de Laval, 1524 Bischof von Dol (Haus Montfort-Laval)
- 1556–1558: Charles I. de Bourbon, 1550 Erzbischof von Rouen
- 1558–1567: Louis I. d’Espinay, Apostolischer Protonotar
- 1567 und 1584: René Masse
- 1586–1591: Charles II. d’Espinay, 1558 Bischof von Dol
- 1592–1597: Pierre II. le Bouteiller
- 1597–1603: François III. Le Prévost
- 1603–1608: Jean IV. Le Prévost
- 1607     : Gilles le Bret
- 1608–1640: François IV. de Montmorency-Châteaubrun (Stammliste der Montmorency)
- 1640–1648: Charles III. de Rosmadec, 1671 Erzbischof von Tours
- 1648–1670: Anthyme-Denis Cohon, 1633–1644 Bischof von Nîmes, 1645–1648 Bischof von Dol
- 1671–1680: Louis II. Berryer
- 1680–1701: Jules de Goth de Roillac d‘Epernon
- 1701–1712: Claude I. de Gournay
- 1712–1753: Claude II. Fyot de Vauginois
- 1753–1776: Jean Hyacinthe Colin de la Biochaye
- 1776–1786: Jean-Jacques-Archibald Provost de la Bouëxière de Boisbily
- 1789–1790: Alexandre Bernardin Jourdain de Saint-Sauveur

## Archive
- Archive départementale d’Ille-et-Vilaine, 5 H 31, Bénédictins du Tronchet
- Bibliothèque nationale de France, Fonds de Blancs-Manteaux, F 22-235